# Bad Kösen
Bad Kösen er en kurby ved floden Saale sydvest for Halle ikke langt fra Naumburg (Saale) i Burgenlandkreis i den sydlige del af den tyske delstat Sachsen-Anhalt.

## Geografi
Bad Kösen ligger midt i det nordligste vindistrikt i Tyskland, Saale-Unstrut mellem Apolda i Thüringen og Naumburg i Naturpark Saale-Unstrut-Triasland.

### Bydele og landsbyer
Folgende kommuner og bebyggelser er blevet indlemmet i Bad Kösen :
| - Tultewitz 1993 - Schieben 1993 - Hassenhausen 1992 - Punschrau 1992 - Kleinheringen 1991 - Rödigen 1991 | - Saaleck - Stendorf - Lengefeld - Schulpforte - Kukulau - Fränkenau |